# Schernebeck
Schernebeck – dawna gmina w Niemczech, od 31 maja 2010 roku będąca dzielnicą miasta Tangerhütte, w kraju związkowym Saksonia-Anhalt, w powiecie Stendal, nad rzeką Mühlengraben. W 2015 roku liczyła 264 mieszkańców.